# NGC 5548
NGC 5548 (другие обозначения — UGC 9149, MCG 4-34-13, ZWG 133.25, KUG 1415+253, IRAS14156+2522, PGC 51074) — хорошо изученная активная галактика 13-й звездной величины в созвездии Волопас. Расстояние составляет приблизительно 245 млн св. лет. Содержит сверхмассивную чёрную дыру массой около 65 млн масс Солнца. Впервые определена как активная Карлом Сейфертом в 1943 году.
Этот объект входит в число перечисленных в оригинальной редакции «Нового общего каталога».